# Jan Brand
Johannes „Jan“ Willem Brand (* 24. Juni 1908 in Amsterdam; † 29. Juni 1969 in Rotterdam) war ein niederländischer Hockeyspieler, der bei den Olympischen Spielen 1928 die Silbermedaille erhielt.

## Karriere
Jan Brand war ein Mittelfeldspieler, der für den Hilversumsche Mixed Hockey Club spielte. Brand debütierte 1927 in der niederländischen Nationalmannschaft, für die er insgesamt sieben Länderspiele bestritt.
Beim olympischen Turnier 1928 war Brand Außenläufer der niederländischen Mannschaft. Die indische Mannschaft gewann die eine Vorrundengruppe vor den Belgiern, in der anderen Vorrundengruppe platzierten sich die Niederländer vor der deutschen Mannschaft. Im Finale trafen die beiden Gruppenersten aufeinander und die indische Mannschaft gewann mit 3:0. Brand wirkte in allen vier Spielen mit.